# Episodi di The Librarians (serie televisiva 2014) (quarta stagione)
La quarta e ultima stagione della serie televisiva The Librarians, composta da 12 episodi, è stata trasmessa negli Stati Uniti dal 13 dicembre 2017 al 7 febbraio 2018, sul canale TNT.
In Italia la stagione è andata in onda dall'8 marzo al 19 aprile 2018, su Paramount Channel.
| nº | Titolo originale            | Titolo italiano                     | Prima TV USA     | Prima TV Italia |
| -- | --------------------------- | ----------------------------------- | ---------------- | --------------- |
| 1  | And the Dark Secret         | ... e l'oscuro segreto              | 13 dicembre 2017 | 8 marzo 2018    |
| 2  | And the Steal of Fortune    | ... e i ladri di fortuna            | 13 dicembre 2017 | 8 marzo 2018    |
| 3  | And the Christmas Thief     | ... e la slitta di Babbo Natale     | 20 dicembre 2017 | 15 marzo 2018   |
| 4  | And the Silver Screen       | ... e il grande schermo             | 20 dicembre 2017 | 15 marzo 2018   |
| 5  | And the Bleeding Crown      | ... e la corona sanguinante         | 27 dicembre 2017 | 22 marzo 2018   |
| 6  | And the Grave of Time       | ... e i sepolcri del tempo          | 27 dicembre 2017 | 22 marzo 2018   |
| 7  | And the Disenchanted Forest | ... e la foresta disincantata       | 3 gennaio 2018   | 5 aprile 2018   |
| 8  | And the Hidden Sanctuary    | ... e la città più sicura d'America | 10 gennaio 2018  | 5 aprile 2018   |
| 9  | And a Town Called Feud      | ... e una città di nome Faida       | 17 gennaio 2018  | 12 aprile 2018  |
| 10 | And Some Dude Named Jeff    | ... e un tizio di nome Jeff         | 24 gennaio 2018  | 12 aprile 2018  |
| 11 | And the Trial of the One    | ... e la prova del prescelto        | 31 gennaio 2018  | 19 aprile 2018  |
| 12 | And the Echoes of Memory    | ... e gli echi della memoria        | 7 febbraio 2018  | 19 aprile 2018  |

## ... e l'oscuro segreto
- Titolo originale: And the Dark Secret
- Diretto da: Marc Roskin
- Scritto da: Marco Schnabel

### Trama
A causa del ritrovamento di una delle quattro pietre angolari della Biblioteca di Alessandria (la prima vera e propria Biblioteca), i Bibliotecari sono costretti a intervenire, per trovare le altre tre, prima che la Biblioteca venga distrutta per sempre da una setta ecclesiastica. Jenkins per questo rivela che Nicole Noone, la prima custode di Flynn, è ancora viva e si trova imprigionata all'interno della Biblioteca: la donna, ora immortale, infatti, prima di essere catturata, ha nascosto le tre pietre da lei recuperate.
- Guest star: John Noble (Monsignor Vega), German Alexander (padre Giallo).
- Ascolti USA: telespettatori 1.68 milioni[4].

## ... e i ladri di fortuna
- Titolo originale: And the Steal of Fortune
- Diretto da: Eriq La Salle
- Scritto da: Gary Rosen

### Trama
I giocatori d'azzardo del casinò e dell'ippodromo "Fortune Downs" vengono perseguitati dalla sfortuna e non riescono mai a vincere nemmeno una scommessa, quindi i Bibliotecari decidono di indagare sull'accaduto. Scoprono così che Fortuna, la dea romana del caso, è tornata in vita e sta rubando la fortuna a tutti; l'unico modo per sconfiggerla è vincere al casinò nonostante la sfortuna, ingannando la maledizione della dea.
- Guest star: Richard Kind (Bennie Konopka), Sunny Mabrey (Fortuna), Nate Scholz (Slayton).
- Ascolti USA: telespettatori 1.36 milioni[4].

## ... e la slitta di Babbo Natale
- Titolo originale: And the Christmas Thief
- Diretto da: Noah Wyle
- Scritto da: Nicole Ranadive

### Trama
Babbo Natale affida la sua slitta alla Biblioteca, mentre lui e i suoi elfi vanno in vacanza con Flynn, Eve e Jenkins. Per la festa del "Rubaziamento" (corrispettivo del Natale per i ladri), Ezekiel decide di andare a far visita alla madre adottiva e alle sue sorelle, che sono tutte ladre di basso rango. Infastidito dalle loro continue prese in giro, in quanto lo considerano la pecora nera della famiglia, Ezekiel decide di portare sua madre Lenore alla Biblioteca, per mostrarle il suo lavoro. Qui la donna, di nascosto dal figlio, ruba la porta magica. Ezekiel, Cassandra e Jacob sono perciò costretti a utilizzare la slitta di Babbo Natale, per rintracciarla. Scoprono così che Lenore sta usando la porta per rubare i regali di Natale in giro per il mondo, compreso un famoso dipinto rubato, tenuto al sicuro nella "Banca dei ladri". Mentre lo stanno restituendo, il Santo dei ladri, proprietario della banca, scopre e cattura Ezekiel e sua madre, costringendo Lenore a rivelargli come sia riuscita a giungere fin qui. Il Santo si appropria perciò della slitta di Babbo Natale, oggetto magico che gli permetterebbe di eliminare suo fratello Babbo Natale. Cassandra chiama per questo Jenkins che, attraverso la porta, ora riparata, risolve la situazione, regalando la slitta al Santo, da parte del fratello, annullando così i poteri dell'uomo che può accettare solamente regali rubati. La slitta torna così in mano ai Bibliotecari ed Ezekiel e sua madre possono restituire tutti i regali da lei rubati.
- Guest star: Gia Carides (Lenore Jones), Steven Weber (Santo dei ladri).
- Ascolti USA: telespettatori 1.48 milioni[5].

## ... e il grande schermo
- Titolo originale: And the Silver Screen
- Diretto da: Jonathan Frakes
- Scritto da: Noah Wyle

### Trama
Mentre vanno alla proiezione di una vecchia pellicola, Eve e Flynn restano intrappolati all'interno del film, divenendone i protagonisti. L'unico modo per liberarsi è quello di recitare tutte le scene, ma il film ha un finale diverso da quello che tutti conoscono. I due riusciranno nell'impresa solamente grazie all'aiuto degli altri Bibliotecari, obbligati a viaggiare all'interno di vari film, e a Jenkins e la proprietaria del cinema, dall'altra parte dello schermo, che riusciranno a scoprire la fonte di tale magia.
- Guest star: Gloria Reuben (Jade Wells), Margaret Avery (Eleanor Darnell), Orianna Herrman (Madeline Kincaid), Tony Doupe (Tony Schazzola).
- Ascolti USA: telespettatori 1.40 milioni[5].

## ... e la corona sanguinante
- Titolo originale: And the Bleeding Crown
- Diretto da: Marc Roskin
- Scritto da: Tom MacRae

### Trama
In una piccola città di provincia tutti gli abitanti diventano improvvisamente anziani. Durante le indagini sull'accaduto, i Bibliotecari incontrano un vecchio Bibliotecario del 1880, Darrington Dare, idolo di Flynn. L'uomo si ritrova qui, dopo aver inseguito la sua vecchia nemesi, Ambrose Gethik, che si è trasportato avanti nel tempo, nel presente, per utilizzare la corona sanguinante ed eliminare così il suo avversario, causando l'invecchiamento dei cittadini. Dopo aver sconfitto Ambrose e aver liberato i Bibliotecari, grazie anche a Jenkins, Darrington, prima di tornare nel passato, dice a Flynn che ci può essere solamente un Bibliotecario o ci sarà una nuova guerra civile.
- Guest star: Samuel Roukin (Darrington Dare), Howard Charles (Ambrose Gethic).
- Ascolti USA: telespettatori 1.82 milioni[6].

## ... e i sepolcri del tempo
- Titolo originale: And the Grave of Time
- Diretto da: Jonathan Frakes
- Scritto da: Marco Schnabel e Larry Stuckey

### Trama
Eve Baird rintraccia Nicole Noone, per capire come mai non voglia più stare con la Biblioteca. Al momento, però, Nicole sta cercando di evitare che dei sicari russi trafughino le sue varie tombe, per impedire che cada in mano loro la chiave, da lei nascosta, che permetterebbe di trovare l'Ago di Koschei, un artefatto magico molto potente che può distruggere un'intera nazione o uccidere un immortale. Eve decide perciò di collaborare con Nicole, nel suo obiettivo. Intanto Flynn e Jenkins si mettono alla ricerca delle due Custodi e anch'essi del manufatto. Dopo il ritrovamento di quest'ultimo, Rasputin, il mandante dei sicari, sotto le spoglie di un discendente dei Romanov, riesce tuttavia a impossessarsene e pugnala Nicole, uccidendola, ma muore, poco dopo, grazie a un piano di Flynn, dopo aver perforato un tubo pieno di radiazioni. Al termine dell'episodio Jenkins sacrifica la sua immortalità, per resuscitare Nicole, e Flynn, dopo i discorsi con la donna, decide di dimettersi dalla Biblioteca.
- Guest star: Christopher Heyerdahl (Rasputin).
- Ascolti USA: telespettatori 1.52 milioni[6].

## ... e la foresta disincantata
- Titolo originale: And the Disenchanted Forest
- Diretto da: Dean Devlin
- Scritto da: Nicole Ranadive e Gary Rosen

### Trama
Dopo la partenza di Flynn, Eve porta i restanti Bibliotecari a un campo estivo, indicato anche dall'album dei ritagli, per ricompattare il gruppo. Qui scoprono che molti dei campeggiatori scompaiono in circostanze misteriose e che l'organizzatore del campo cerca di non far trapelare la notizia. Jacob inoltre si innamora di Sarina, una ragazza membro dello staff del campo, la quale è in realtà una giornalista che indaga sulla Biblioteca. Dopo il rapimento di Jacob, i Bibliotecari, aiutati anche dal DOSA, vengono a capo del mistero, scoprendo che la foresta stava rapendo persone, non per scopi malvagi, ma per trovare un traduttore che capisse il linguaggio degli alberi e impedisse così il suo abbattimento, dato che da essa dipendono tutti gli alberi in giro per il mondo. Il ruolo di traduttore è perfettamente adatto per Jake che risolve la situazione, liberando tutte le persone rapite dalla foresta.
- Guest star: T.J. Ramini (Robbie Bender), Jeremiah Birkett (agente Tannen), Katie Michels (Sally), Dilshad Vadsaria (Sarina).
- Ascolti USA: telespettatori 1.25 milioni[7].

## ... e la città più sicura d'America
- Titolo originale: And the Hidden Sanctuary
- Diretto da: Noah Wyle
- Scritto da: Kate Rorick

### Trama
A causa di una brutta esperienza durante una missione in Ecuador, Cassandra decide di prendersi un periodo sabbatico e di trasferirsi a Havenport, in Ohio, nota come la città più sicura degli Stati Uniti. La città si stava preparando a celebrare i diecimila giorni senza alcun tipo di incidente. Tuttavia, nonostante qui provi a vivere una vita normale, alla fine Cassandra viene coinvolta nella risoluzione del mistero, su come mai non capiti alcun incidente in città, a causa anche di Freddy, il figlio della sua padrona di casa. I due, indagando, vengono così a capo della situazione, scoprendo che la causa di questo strano fenomeno statistico è una fata, rimasta intrappolata in un globo di neve per ventisette anni, con lo scopo di tenere tutti i cittadini al sicuro.
- Guest star: Sherri Saum (Karla), Benjamin Flores Jr. (Freddy), Heath Koerschgen (consigliere Weeks).
- Ascolti USA: telespettatori 1.41 milioni[8].

## ... e una città di nome Faida
- Titolo originale: And a Town Called Feud
- Diretto da: Valerie Weiss
- Scritto da: Tom MacRae

### Trama
Eve, Jacob ed Ezekiel indagano sulle apparizioni di fantasmi in una città, di nome Faida, famosa per la leggenda di due fratelli, divisi dalla guerra civile, che si sono uccisi a vicenda; mentre Cassandra e Jenkins esaminano la storia dei due fratelli Bibliotecari, la cui lite ha causato i secoli bui, sperando di screditare l'affermazione di Darrington Dare, secondo cui ci può essere solo un Bibliotecario alla volta. Eve e gli altri apprendono che la leggenda sui due fratelli è sbagliata e che i due in realtà si sono riconciliati, prima di morire, rifiutando di uccidersi. Intanto Cassandra e Jenkins scoprono che la faida tra i fratelli Bibliotecari ha davvero provocato l'oscurità nel mondo, a causa dell'aver anteposto i loro interessi personali al loro compito di Bibliotecari. Basandosi sulle loro esperienze nell'ultima avventura, Jacob ed Ezekiel, che inizialmente si trovavano d'accordo con Darrington, ora rifiutano il suo punto di vista, mentre Cassandra e Jenkins, inizialmente contrari, ora si trovano d'accordo con lui.
- Guest star: Nora Dunn (Janet Edge).
- Ascolti USA: telespettatori 1.34 milioni[9].

## ... e un tizio di nome Jeff
- Titolo originale: And Some Dude Named Jeff
- Diretto da: Lindy Booth
- Scritto da: Marco Schnabel

### Trama
Mentre Eve e i Bibliotecari lasciano la Biblioteca, andando in missione, Jenkins apre loro la porta magica, come al solito. Nessuno però sembra accorgersi che in realtà non si tratta di Jenkins, ma di un tizio borioso di nome Jeff. Il vero Jenkins si sveglia nella casa di Jeff, scoprendo di aver scambiato il suo corpo con quest'ultimo. I tentativi di Jenkins di tornare alla Biblioteca falliscono, finché non si confida con gli amici e collaboratori di Jeff, un gruppo di appassionati di Dungeons & Dragons, che lo aiuteranno a entrare dall'ingresso secondario, attraverso varie trappole e sfide. Nel frattempo i Bibliotecari diventano sospettosi nei confronti di Jeff nel corpo di Jenkins, il quale, alla fine, confessa loro di aver fatto lo scambio di corpi, con un grimorio acquisito per caso. Sfortunatamente il libro era la prigione di Asmodeo, un potente demone infernale: usarlo indebolisce l'incantesimo che lo lega al libro e, a causa di questo, è ora libero di girare nella Biblioteca, alla ricerca della gemma che lo libererà completamente. La gemma però non si trova lì, dato che Jeff l'aveva regalata a sua madre. Asmodeo sconfigge Eve e i Bibliotecari, ma il vero Jenkins torna in tempo per salvare Jeff e sconfiggere il demone insieme a lui. Dopo aver riguadagnato il suo vero corpo, Jenkins continua la sua relazione con i suoi nuovi amici, diventando dungeon master del gruppo di Jeff.
- Guest star: Andrew Caldwell (Jeff), Britney Young (Aurora), Rhyan Schwartz (Schmidt), Jeanine Jackson (Dolores Peppers), Joseph Bertót (Dennis), Keith Cox (Asmodeo).
- Ascolti USA: telespettatori 1.35 milioni[10].

## ... e la prova del prescelto
- Titolo originale: And the Trial of the One
- Diretto da: Marc Roskin
- Scritto da: Tom MacRae

### Trama
Il giorno del rito d'incatenamento è ormai giunto, ma i Bibliotecari non hanno ancora deciso chi di loro si legherà alla Biblioteca, insieme a Eve. Per aiutare nella decisione, Stone legge un antico incantesimo trovato da Cassandra. Vengono così tutti trasportati in un'altra dimensione, dove si terrà la prova che deciderà chi di loro sia più degno del ruolo di Bibliotecario. Qui la Biblioteca, in possesso del corpo di Jenkins, decreta una battaglia fino alla morte tra Bibliotecari, dove l'ultimo rimasto in vita otterrà il ruolo di Bibliotecario e la quale, se qualcuno deciderà di non parteciparvi, causerà la morte di Jenkins. Cassandra, Jacob ed Ezekiel vengono così trasportati singolarmente nei loro peggiori incubi, in cui gli altri due vengono trasformati in nemici, iniziando a non avere più memoria l'uno dell'altro. Una volta usciti dagli incubi, segue una violenta corsa al traguardo, dove ogni Bibliotecario è convinto che l'unico modo per salvare Jenkins sia uccidere gli altri, finché Baird non interviene e li convince a non uccidersi a vicenda. Jenkins è ora liberato, ma la Biblioteca lo uccide lo stesso. Sentitisi traditi, Cassandra, Stone ed Ezekiel decidono di dimettersi tutti, lasciando il ruolo di Bibliotecario vacante. Successivamente Nicole Noone fa visita a un disperato colonnello Baird, rivelando di esserci sempre stata lei dietro ogni cosa accaduta e che tutto faceva parte del suo piano. Ora che è stata abbandonata e senza legami, la Biblioteca svanisce dalla realtà, lasciando Eve da sola, intrappolata in un mondo alternativo sbiadito.
- Ascolti USA: telespettatori 1.34 milioni[11].

## ... e gli echi della memoria
- Titolo originale: And the Echoes of Memory
- Diretto da: Dean Devlin
- Scritto da: Kate Rorick

### Trama
Eve e i Bibliotecari, dopo aver compreso che questa non è la vera realtà, lottano per sopravvivere nel mondo alternativo, inseguiti da un'arrabbiata Nicole, leader di questo mondo distopico. Dopo che riescono finalmente a ripristinare la loro fede nella Biblioteca, quest'ultima viene ripristinata, ma Jenkins rimane morto. Flynn sceglie perciò di usare un manufatto, per aprire una finestra nel tempo, nel momento in cui Nicole diventa immortale e impedirle di causare tutti i danni, da lei provocati. Flynn dice a Nicole che deve rimanere nel passato, compiendo tutti gli atti descritti nel Libro dei Bibliotecari, ma le chiede di farlo per la Biblioteca, invece che contro di essa.
Nicole accetta, capendo finalmente di non essere la custode di Flynn, ma della stessa Biblioteca. 
Quando Flynn ritorna al presente, il tempo è stato modificato, grazie al fatto che Nicole ha abbandonato i suoi scopi malvagi. Per questo, nessuno si ricorda degli eventi trascorsi e Jenkins è di nuovo vivo e immortale. Al termine dell'episodio, Flynn e Baird, gli unici a ricordare il mondo in cui Nicole era malvagia, si sottopongono finalmente alla cerimonia di incatenamento alla Biblioteca, legandosi a essa per l'eternità.
- Ascolti USA: telespettatori 1.44 milioni[12].